# Pancerzyk okrzemek

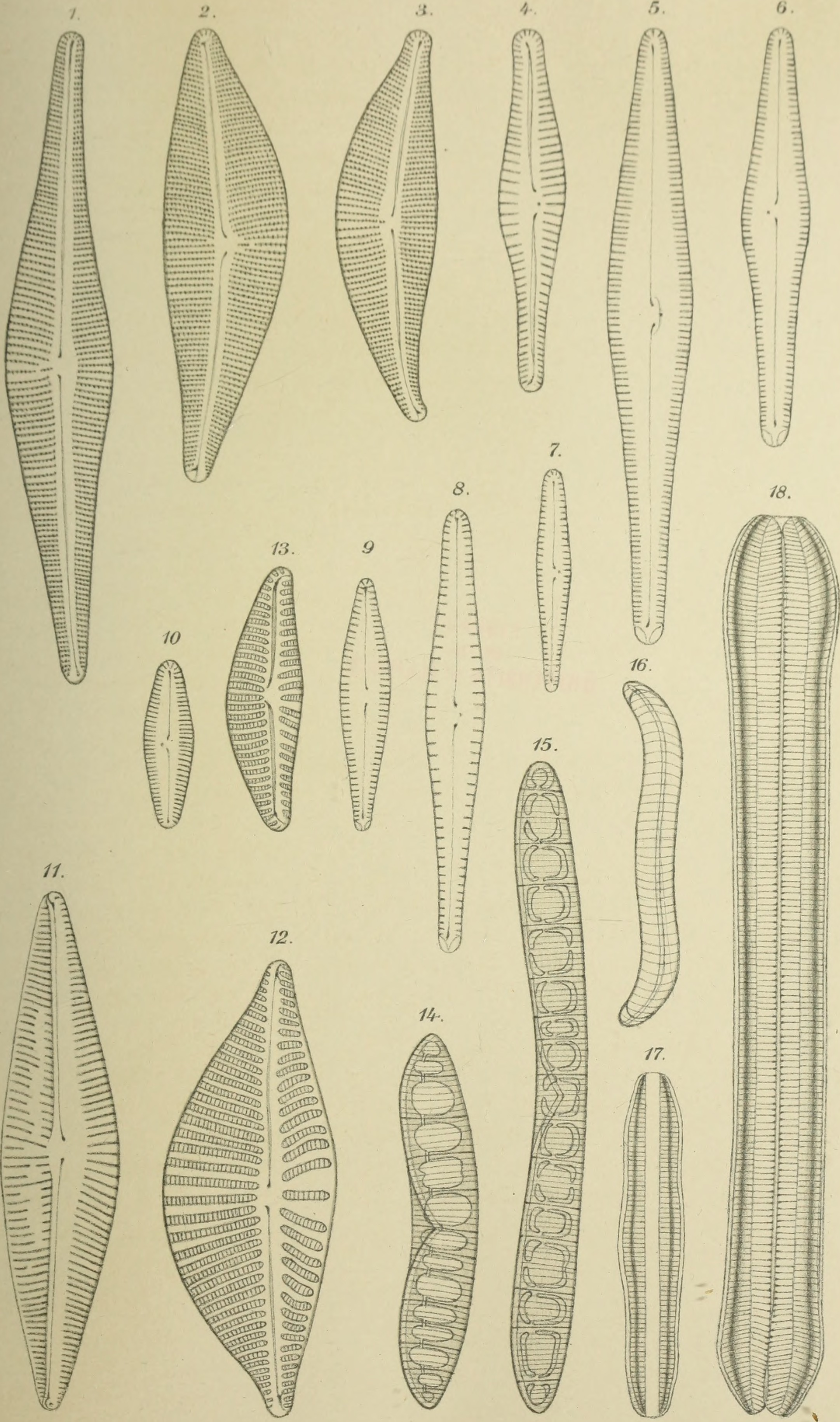
Pancerzyki okrzemek pierzastych

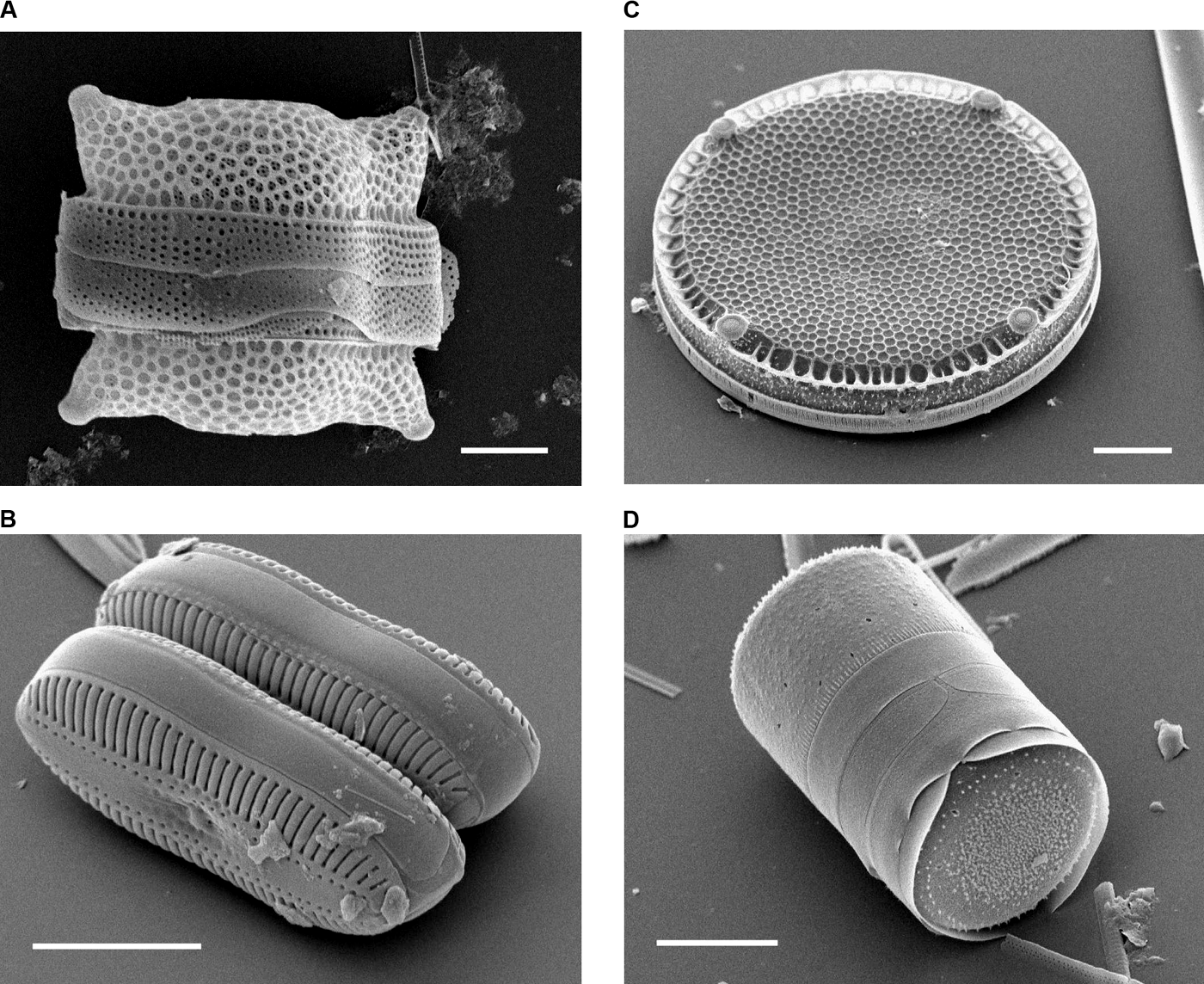
Zdjęcia pancerzyków okrzemek z mikroskopu elektronowego

Pancerzyk, skorupka – wysycona uwodnioną krzemionką (opalem) część ściany komórkowej okrzemek.
Pancerzyk składa się z dwóch części (okryw), które nie są zrośnięte, a zwykle zachodzą na siebie jak wieczko i denko w pudełku, a więc jedna jest nieco większa od drugiej. Jest systemem żeberek ułożonych podłużnie (apikalnie) i poprzecznie (transapikalnie), tworzących sieć dającą ornamentację. U okrzemek centrycznych elementy ornamentacji mogą być ułożone promieniście lub bezładnie. U komórek pierwszego podziału, powstałych z auksospor ornamentacja może odmienna niż typowa. Okrywy mogą być podobne lub każda może mieć inną budowę, co określa się jako różnookrywowość. Pewne elementy budowy pancerzyka są wspólne dla wszystkich okrzemek, ale pewne (np. obecność rafy) są typowe tylko dla niektórych grup. Ich ornamentacja jest podstawową cechą identyfikacyjną poszczególnych taksonów.
Ściana komórkowa żywych okrzemek oprócz pancerzyka zawiera warstwę zbudowaną z pektyn. Głównym organicznym elementem jest diatotepina należąca do polisacharydów. Krzemionkowe pancerzyki okrzemek są odporne na warunki środowiskowe i pozostają w środowisku, np. w osadach, długi czas jako formy subkopalne, a także kopalne. Formy kopalne tworzą diatomit i rogowiec.
Dzięki temu, że pancerzyk składa się z dwóch niezrośniętych części, możliwy jest podział komórki. W czasie rozmnażania bezpłciowego obie okrywy nieco się rozsuwają. Każda komórka potomna zachowuje jedną okrywę z komórki rodzicielskiej, a nowa połowa pancerzyka jest dobudowywana jeszcze wewnątrz starej ściany komórkowej. Z tego względu okrywa z komórki macierzystej staje się zawsze nowym wieczkiem, a nowo powstała jest denkiem. W konsekwencji jedna z komórek potomnych jest mniejsza, a kolejne podziały zwiększają ten efekt. Takie zmniejszanie może dojść do poziomu minimalnego, poniżej którego komórka już się nie dzieli tylko zamiera. Wzrost komórki możliwy jest, gdy odrzuci ona całkowicie skorupkę i przejdzie przez stadium auksospory.

## Podstawowe elementy
- Brzeg płaszcza – linia odgraniczająca powierzchnię okrywy od płaszcza. Nie występuje m.in. u komórek pierwszego podziału[9].
- Okrywa (łac. theca, ang. valve) – jedna z dwóch części pancerzyka[1]. Czasem określa się tak tylko powierzchnię okrywy, bez płaszcza i pasa obwodowego.
  - Denko (łac. hypotheca) – mniejsza ("dolna") okrywa, łącznie z hypocyngulum[3].
  - Wieczko (łac. epitheca) – większa ("górna") okrywa, łącznie z epicyngulum[10].
- Pas obwodowy (ang. girdle) – część pancerzyka pomiędzy denkiem a wieczkiem. Zbudowany jest ze wstawek przylegających do okrywy (valvocopula) i wstawek łączących (pleura)[11].
  - Cyngulum – część pasa obwodowego należąca do jednej z okryw.
    - epicyngulum – pas wieczka.
    - hypocyngulum – pas denka[3].
- Płaszcz (ang. mantle) – boczna ściana okrywy. Często inaczej ornamentowana[11].
- Tarczka – powierzchnia okrywy u gatunków centrycznych tworzących łańcuszkowate kolonie[10].

## Osie
- Oś główna (oś perwalwarna) – oś łącząca punkty środkowe obu okryw[11].
- Oś podłużna (oś apikalna) – oś łącząca bieguny okrywy (u okrzemek pierzastych)[11].
- Oś poprzeczna (oś transapikalna) – oś prostopadła do osi apikalnej i głównej (równoległa do okrywy)[11].

## Ornamentacja
- Alweola (łac. alveolus) – nieckowate zagłębienie podłużne wewnętrznej strony okrywy zamknięte przez żeberka transapikalne. Od wnętrza komórki częściowo zamknięta wewnętrzną ścianką, od zewnętrza ograniczone przez areole[9][12].
- Areola – otwór, komora przebijająca skorupkę, o przekroju kolistym lub wielokątnym. Zwykle zamknięty przez delikatnie ornamentowaną błonę krzemionkową – kribrum lub welum[9][12].
- Bruzda (sulkus) – pierścieniowate wcięcie w dystalnej części płaszcza. Występuje u przedstawicieli Aulacoseira. Przekrój V-kształtny lub U-kształtny. Bruzda pozorna (pseudosulcus) występuje u gatunków tworzących łańcuszkowate kolonie[9]. Na jej przedłużeniu występuje listewka pierścieniowata i szyjka, czyli bardzo krótka, pozbawiona areol dystalna część płaszcza[10].
- Fascia – poprzecznie ułożony na środku okrywy pas bez areol[12].
- Fibula – krzemionkowy mostek wzmacniający. Fibule zamykają kil rafowy po wewnętrznej stronie okrywy[12].
- Grzebień (kil rafowy) – wypukłość okrywy, w której u niektórych gatunków znajduje się rafa[3][12]. Szczególnie silnie rozwinięty grzebień to skrzydełko (łac. ala)[13][4].
- Heliktoglossa – wargowate zakończenie dystalnej części szczeliny występujące po wewnętrznej stronie okrywy[3].
- Interstriae – bezstrukturalne, hialinowe linie między rzędami areol[3].
- Kanalik rafowy – wyodrębniona przestrzeń po wewnętrznej stronie rafy[3].
- Kanał podłużny – rurkowaty kanał występujący na sternum albo brzegu okrywy[3].
- Kanał skrzydełkowy – połączenie między kanałem rafowym a wnętrzem komórki[12].
- Kanopeum (konopeum) – cienka i bardzo drobno perforowana błona krzemionkowa okrywająca okrywę lub jej część. Przyczepiona do pola podłużnego. Występuje u niektórych gatunków[3][4].
- Karinoportula – element łączący na powierzchni okrywy[3].
- Kolec łączący (ang. spine) – kolec na powierzchni okrywy. Zespół kolców łączących umożliwia łączenie się komórek w łańcuszkowate kolonie[3].
- Kołnierzyk – pierścień na krawędzi okrywy[3].
- Kribrum, welum – cienka błonka krzemionkowa, regularnie perforowana. Zamyka różnego typu otwory w skorupce[11][10].
- Linia cienista – pogrubiony prążek radialny, charakterystyczny dla niektórych gatunków Cyclotella[11].
- Listewka pierścieniowata (pseudoseptum) – pierścieniowata listewka, która może być przedłużeniem bruzdy i szyjki lub występować niezależnie[10].
- Niezgodność Voigta – skrócone prążki umieszczone po jednej stronie rafy symetrycznie wobec osi transapikalnej[11].
- Ocellus – zespół areol otoczonych delikatnym pierścieniem krzemionki umieszczony na biegunie okrywy[11].
- Papilla – brodawkowata wypustka umieszczona w środkowej części okrywy u niektórych gatunków centrycznych. Pomiędzy papillami znajdują się wgłębienia[11].
- Pole szkliste (pole hyalinowe, ang. hyaline area) – powierzchnia okrywy bez perforacji[11]
  - Pole boczne (ang. lateral area) – pole pomiędzy rafą a brzegiem okrywy równoległe do pola osiowego. Często związane z polem środkowym. Czasem jednostronne[11].
  - Pole końcowe – pole położone na końcu okrywy[4].
  - Pole osiowe – pole po obu stronach linii środkowej[11].
  - Pole środkowe – pole w środkowej części komórki (na węźle środkowym), często przechodzące w pole osiowe[11].
- Por – okrągły otwór w okrywie bez zakrywających go błon[4].
- Por środkowy – rozszerzenie szczeliny rafy przy jej końcu środkowym[4].
- Prążek (łac. stria) – podłużny element ornamentacji okrywy składający się z rzędów różnego typu otworów (alewol, areol, porów) lub kresek (lineol). Prążki są ustawione w różnej orientacji[13].
- Pseudonodulus (okienko, oko) – rodzaj otworu w okrywie występujący u niektórych gatunków[13].
- Pseudocellus – zespół areol słabiej wyodrębniony niż ocellus[13].
- Pseudoseptum – krzemionkowa blaszka wyrastająca z okrywy[13]. Rozszerzenie krawędzi ściany komórkowej wychodzące od bieguna okrywy i skierowane do wnętrza komórki[4].
- Punkt grzebienia (fibula) – mostek krzemionkowy w kilu rafowym[13]. Punkty grzebienia mogą się łączyć z żebrami apikalnymi[12].
- Rafa – szczelina w okrywie, prawie zawsze równoległe do osi apikalnej. Zwykle są dwie symetryczne szczeliny. Rafa może być umieszczona w kanale w grzebieniu lub w rafo-sternum[13].
- Reziduum – mocno rozbudowana część dorsalna płaszcza, wyraźnie odgraniczona od powierzchni okrywy polem szklistym[13].
- Rząd areol – zespół areol ułożonych prostopadle do osi apikalnej[13]. Rzędy areol widoczne w mikroskopie jako kreski określa się jako lineole[4].
- Septum (przegródka) – krzemionkowa blaszka wyrastająca ze wstawki pasa obwodowego. Równoległa do powierzchni okrywy[13][4].
- Spatula – łopatkowaty kolec u niektórych gatunków kolonijnych[13].
- Sternum (pseudorafa) – zgrubienie (żebro) okrywy o orientacji apikalnej. Pozbawione areol. Występuje na okrywach bezrafowych[10][4].
- Stigma – charakterystyczny otwór przebijający okrywę w polu środkowym, zamknięty kribrum[10] lub niezamknięty[4].
- Szczelina biegunowa (szczelina terminalna) – przedłużenie dystalnego końca rafy leżące na zewnętrznej części okrywy[4].
- Węzeł biegunowy (węzeł terminalny) – węzłowate zgrubienie na dystalnym końcu rafy[4].
- Węzeł środkowy – zgrubienie okrywy w polu środkowym uwypuklone do środka komórki. Leży pomiędzy obiema ramionami rafy. Węzeł środkowy poprzecznie rozszerzony tak, że prawie sięga krawędzi okrywy to stauros[10][4].
- Wyrostek labialny (łac. rimoportula, ang. labiate process) – rurkowaty otwór w okrywie zakończony od jednej strony strukturą przypominającą usta, a od drugiej – zewnętrznej – nacięciem. Duże wyrostki labialne określane są jako makrolabialne[14][4].
- Wyrostek wspierający (łac. fultoportula, ang. strutted process) – rurkowaty wyrostek okrywy otoczony kilkoma otworami satelitarnymi mogącymi tworzyć pierścień marginalny[14].
- Wyrostek zaślepiony (ang. occluded process) – rurkowaty wyrostek okrywy podobny do wyrostka wspierającego, ale nieprzebijający całej okrywy[14].

## Kształt okrywy
W zależności od przyjętego kryterium, kształt okryw dzieli się na:
- okrągły lub wydłużony,
- dorsiwentralny, symetryczny lub sigmoidalny,
- wybrzuszony obustronnie lub jednostronnie,
- zwężony w środku lub wklęsły z jednej strony,
- lancetowaty, linearno-lancetowaty, linearny, gitarowaty, rombowaty, eliptyczny lub linearno-eliptyczny[15].

Okrzemki pierzaste zwykle mają symetrię dwubiegunową, rzadziej trój- lub czterobiegunową.
Koniec okryw okrzemek pierzastych może być: zaostrzony, główkowaty, główkowato wyciągnięty, dzióbkowato wyciągnięty lub krótko dzióbkowato wyciągnięty.